# Major League Baseball 2010
Major League Baseball 2010 spelades mellan den 4 april och 1 november 2010 och vanns av San Francisco Giants efter finalseger mot Texas Rangers med 4-1 i matcher. Major League Baseball bestod säsongen 2010 av 30 lag uppdelade i två ligor, American League (14 lag) och National League (16 lag), där alla lag spelade 162 matcher vardera, med 81 matcher hemma och 81 matcher borta. Varje liga var uppdelade i tre divisioner, med fyra, fem eller sex lag i varje, där varje divisionsvinnare gick vidare till slutspel tillsammans med det i övrigt bästa laget i varje division (så kallat "wild card-lag").

## Tabeller
American League bestod av 14 lag, varav fem lag i East och Central Division och fyra lag i West Central Division, medan National League bestod av 16 lag, varav fem i East och West Division och sex lag i Central Division. Totalt 162 matcher spelades per lag, varav 81 lag hemma och 81 lag borta. Från American League gick Tampa Bay Rays, Minnesota Twins och Texas Rangers vidare till slutspel som divisionssegrare och New York Yankees vidare som wild card; från National League gick Philadelphia Phillies, Cincinnati Reds och San Francisco Giants vidare till slutspel som divisionssegrare och Atlanta Braves vidare som wild card. Flest antal segrar togs av Philadelphia Phillies, som vann 97 av 162 matcher, medan Pittsburgh Pirates var sämst och lyckades enbart ta 57 segrar under säsongen.
| East Division     | V  | F  | %    |
| ----------------- | -- | -- | ---- |
| Tampa Bay Rays    | 96 | 66 | .593 |
| New York Yankees  | 95 | 67 | .586 |
| Boston Red Sox    | 89 | 73 | .549 |
| Toronto Blue Jays | 85 | 77 | .525 |
| Baltimore Orioles | 66 | 96 | .407 |

| Central Division   | V  | F   | %    |
| ------------------ | -- | --- | ---- |
| Minnesota Twins    | 94 | 68  | .580 |
| Chicago White Sox  | 88 | 74  | .543 |
| Detroit Tigers     | 81 | 81  | .500 |
| Cleveland Indians  | 69 | 93  | .426 |
| Kansas City Royals | 61 | 101 | .377 |

| West Division                 | V  | F   | %    |
| ----------------------------- | -- | --- | ---- |
| Texas Rangers                 | 90 | 72  | .556 |
| Oakland Athletics             | 81 | 81  | .500 |
| Los Angeles Angels of Anaheim | 80 | 82  | .494 |
| Seattle Mariners              | 61 | 101 | .377 |

| East Division         | V  | F  | %    |
| --------------------- | -- | -- | ---- |
| Philadelphia Phillies | 97 | 65 | .599 |
| Atlanta Braves        | 91 | 71 | .562 |
| Florida Marlins       | 80 | 82 | .494 |
| New York Mets         | 79 | 83 | .488 |
| Washington Nationals  | 69 | 93 | .426 |

| Central Division    | V  | F   | %    |
| ------------------- | -- | --- | ---- |
| Cincinnati Reds     | 91 | 71  | .562 |
| St. Louis Cardinals | 86 | 76  | .531 |
| Milwaukee Brewers   | 77 | 85  | .475 |
| Houston Astros      | 76 | 86  | .469 |
| Chicago Cubs        | 75 | 87  | .463 |
| Pittsburgh Pirates  | 57 | 105 | .352 |

| West Division        | V  | F  | %    |
| -------------------- | -- | -- | ---- |
| San Francisco Giants | 92 | 70 | .568 |
| San Diego Padres     | 90 | 72 | .556 |
| Colorado Rockies     | 83 | 79 | .512 |
| Los Angeles Dodgers  | 80 | 82 | .494 |
| Arizona Diamondbacks | 65 | 97 | .401 |

## Slutspel
Slutspelet bestod av tre omgångar, Division Series (DS), League Championship Series (LCS) och World Series (WS). De två första omgångarna spelades inom varje liga, så lagen inom American respektive National League mötte varandra i DS och LCS, vilket innebar att en vinnare av American League och National League korades. Dessa två möttes i World Series, som även var finalen. Till slut vann Texas Rangers American League och San Francisco Giants vann National League. World Series vanns av San Francisco Giants efter seger i World Series med 4-1 i matcher.

### Division Series
- New York Yankees – Minnesota Twins 3–0 i matcher
  - 6–4; 5–2; 6–1
- Texas Rangers – Tampa Bay Rays 3–2 i matcher
  - 5–1; 6–0; 3–6; 2–5; 5–1
- Philadelphia Phillies – Cincinnati Reds 3–0 i matcher
  - 4–0; 7–4; 2–0
- San Francisco Giants – Atlanta Braves 3–1 i matcher
  - 1–0; 4–5; 3–2; 3–2

### League Championship Series
- Texas Rangers – New York Yankees 4–2 i matcher
  - 5–6; 7–2; 8–0; 10–3; 2–7; 6–1
- San Francisco Giants – Philadelphia Phillies 4–2 i matcher
  - 4–3; 1–6; 3–0; 6–5; 2–4; 3–2

### World Series
- San Francisco Giants – Texas Rangers 4–1 i matcher
  - 11–7; 9–0; 2–4; 4–0; 3–1

## Källa
Den här artikeln är helt eller delvis baserad på material från engelskspråkiga Wikipedia.